# 我们的重制人生
《我们的重制人生》是日本作家木緒那智创作的轻小说，插画师为えれっと，由KADOKAWA旗下的MF文库J出版。本作获宝岛社评选的《這本輕小說真厲害！》2018年度第6名、2019年度第7名。外傳作品《我们的重制人生 ver.β》為主角恭也未回到十年前，而是在原本的時空中有機會完成自己夢想的故事，共三冊。
2018年7月，《月刊少年天狼星》宣布本作将漫画化，并于同年11月23日开始连载，作画者为閃凡人。全12集電視動畫於2021年7月3日至9月25日播放。

## 故事大綱
2016年，28歲的橋場恭也因為擔任製作人的遊戲公司破產而心灰意冷的返回老家，並在回程巴士途中看到Niconico動畫上當紅優秀創作者作品感慨的同時，發覺這些人與自己是同齡人。
橋場恭也回到老家後，發現不知何種原因自己竟意外回到了十年前的2006年，為了不再重蹈覆徹，他決定選擇不同於前一段記憶的種種經歷，前往藝術大學就讀。

## 登場人物
橋場恭也（聲：伊藤昌弘）
本作男主角。初登場時間點是2016年，年齡為28歲。自小就十分喜愛遊戲，更立志將來一定要進遊戲公司工作。
相當憧憬被廣稱為「白金世代」的多位一流創作者：秋島志野、N@NA、川越京一，但事與願違，畢業後僅在一間小型成人遊戲公司內任職，並在公司社長失蹤後心灰意冷的返回老家，雖然期間有多名業界人士向其招手，但因對自己的無能感到厭惡與悔恨而婉拒。
在回到老家後發現當年的藝術大學錄取通知信，感慨如果當年自己選擇進入藝術大學就讀並與「白金世代」成員們結識，是否還會像現在這般一事無成，並在一覺醒來後意外發現自己回到十年前（2006年，時為18歲），雖然收到好幾封大學錄取通知信，但仍向雙親堅持表達想就進入藝術大學，並搬至分租雅房「北山莊」居住，期間認識了亞貴、奈奈子及貫之等人。
有一位妹妹，橋場美世子。
在2018年的時空點中與志野亞貴結婚且育有一女，並取名為橋場真希。
後來因為自己深沉的愧疚感而決定告別擁有的生活，並藉由登美丘罫子回到2007年的時空點中，重新拯救他破壞的未來。
在2023年的時空點中，跟2018年的時空點中一樣，與志野亞貴結婚且育有一女，並取名為橋場真希。
志野亞貴（聲：古賀葵）
本作女主角。北山莊的一員，身材嬌小、性格安靜，興趣是非常喜歡畫圖，與恭也同樣是藝大的學生。在恭也原本2016年的時間點已是日本知名的插畫師，並以「秋島志野」為筆名活躍。
除了畫畫外，其他方面幾乎都不擅長，尤其是家務。於藝大期間隨著恭也一同加入美術研究會，慢慢覺得恭也成熟穩重、樣樣精通，在與他相處的時間裡逐漸產生好感，在開始製作同人遊戲後陷入瓶頸而大失水準，直到恭也推薦的九路田等人加入後，才開始嶄露出驚人的繪畫才能。
喜歡恭也。
在2018年的時空點中與橋場恭也結婚且育有一女，並取名為橋場真希，也早已放棄了畫圖。
在2023年的時空點中，同樣跟2018年的時空點中一樣，與橋場恭也結婚且育有一女，並取名為橋場真希。
小暮奈奈子（聲：愛美）
北山莊的一員。表面志向是成為一名演員，但實際上想成為歌手，卻對自己的唱功毫無自信，認為自己是音癡，小時候經常被祖母帶到市民會館演唱民謠，但在她過世後就沒有再唱過。
在第二次短片拍攝的課堂發表會結束後，與組員一同到卡拉OK開慶功宴，卻在中途被河瀨川英子一口點出其心態問題，後在心理調適與恭也的協助下開始重新學習唱歌。
學園祭期間在美術研究社的咖啡廳內擔任女僕工作，還幫助了被客人騷擾的亞貴，及後得悉學園祭演唱會作為最後的壓軸表演歌手因突然走紅而爽約，正令工作人員大傷腦筋，雖一度懼怕眾人眼光但在恭也的鼓勵開解及請求下終於答應登上舞台，並在穿著女僕服的情況下上台演唱涼宮春日的憂鬱插曲《God knows...》。
而恭也亦在此時得知她就是在十年後備受好評的名歌手「N＠NA」。
喜歡恭也。
鹿苑寺貫之（聲：石谷春貴）
北山莊的一員。擅長寫作、構思劇情。
家族在川越經營多間醫院，其父親及哥哥都是出色的醫生，但其因不想被順著家族安排成為醫生而選擇在藝大就讀，但後期因無法負擔學費而一次身背數份兼職，卻導致休息不足而病倒。
在恭也等人得知原因後，決定以制作同人遊戲的方式來幫助貫之籌措學費。及後，遊戲的製作成功為貫之籌措了一筆學費，但卻令他發現自己可能沒有寫作才能，無法追上恭也的腳步，這種感覺在經歷制作遊戲後更為強烈。
最後向恭也坦白一切，表示自己將不會繼續上大學，並告訴他原本打算在成為作家後使用「川越京一」作為其筆名。
退學後仍保有記錄撰寫電影欣賞記錄的習慣，在奈奈子和恭也拜訪和詢問復學意願時一度婉拒，但最終仍在抱有熱情的狀況選擇復學，與美乃梨同住在大學附近的公寓，將自己撰寫的作品投稿給出版社獲得新人賞，以輕小說作家為寫作生涯起點。在美乃梨離開宿舍後，為了專注寫作而將原本的房間當成作業用房間。
在2018年的時空點中已和慈照寺小百合結婚，在鹿苑會醫院擔任事務員，負責撰寫醫院的部落格。
河瀨川英子（聲：東山奈央）
在2016年的時空點中曾在天橋上被恭也誤認為要自殺進而認識，後來有一陣子成為恭也的上司。
在十年前的2006年成為恭也的同學，無論做什麽事情都有很高的熱情和才能。
在2018年的未來及時點醒恭也，使他決心要幫助『白金世代』建立更強的自主性並給予刺激。
有一位姊姊，加納美早紀。
喜歡恭也。
在ver.β外傳為女主角。
火川元氣郎（聲：高橋英則）
恭也的朋友。喜歡裝扮成忍者，愛好美少女遊戲。
登美丘罫子（聲：大空直美）
怪誕蟲團隊的遊戲製作人。
與加納美早紀 (河瀨川英子的姐姐)是同期。
橋場恭也穿越時空的重要關鍵人。
橋場美世子（聲：反田叶月）
恭也的妹妹。
慈照寺小百合（聲：赤崎千夏）
貫之的未婚妻。
加納美早紀（聲：澤城美雪）
河瀨川英子的姐姐，藝術大學副教授。
橋場真希（聲：本泉莉奈）
橋場恭也與志野亞貴的女兒。(2018年的時空點和2023年的時間點)
與志野亞貴非常相似。
齋川美乃梨（聲：高橋李依）
為著名插畫家 御法 彩花（みのり あやか）。
於橋場恭也在任職公司的插畫家。
在2007的時空點，入學藝術大學一年級，為恭也、亞貴、奈奈子及貫之等人的學妹。
森下美樹（聲：石見舞菜香）
河瀬川英子(2018年的時空點)的部下，相當冒失。

## 出版書籍

### 小說
| 集數  | KADOKAWA | KADOKAWA       | KADOKAWA               | 尖端出版社               | 尖端出版社     | 尖端出版社             |
| 集數  | 副標題   | 發售日期       | ISBN                   | 副標題                   | 發售日期       | ISBN                   |
| ----- | -------- | -------------- | ---------------------- | ------------------------ | -------------- | ---------------------- |
| 1     |          | 2017年3月25日  | ISBN 978-4-04-069142-8 | 回到十年前成為創作者吧！ | 2018年10月11日 | ISBN 978-957-10-8305-6 |
| 2     |          | 2017年7月25日  | ISBN 978-4-04-069339-2 | 回到十年前找回幹勁吧！   | 2019年1月15日  | ISBN 978-957-10-8451-0 |
| 3     |          | 2017年11月25日 | ISBN 978-4-04-069553-2 | 共通路線結束公告         | 2021年8月12日  | ISBN 978-626-30-8326-4 |
| 4     |          | 2018年4月25日  | ISBN 978-4-04-069853-3 | 「路上小心」             | 2022年2月11日  | ISBN 978-626-31-6387-4 |
| 5     |          | 2018年9月25日  | ISBN 978-4-04-065162-0 | 我們缺乏的事物           | 2022年3月11日  | ISBN 978-626-31-6570-0 |
| 6     |          | 2019年3月25日  | ISBN 978-4-04-065632-8 | 上傳期限：九月一日       | 2022年5月20日  | ISBN 978-626-31-6799-5 |
| 外傳  |          | 2019年8月24日  | ISBN 978-4-04-065920-6 | 不適用                   | 不適用         | 不適用                 |
| 7     |          | 2019年12月25日 | ISBN 978-4-04-064262-8 | 創作這一行               | 2022年7月29日  | ISBN 978-626-33-8034-9 |
| 外傳2 |          | 2020年6月25日  | ISBN 978-4-04-064728-9 | 不適用                   | 不適用         | 不適用                 |
| 8     |          | 2020年11月25日 | ISBN 978-4-04-680014-5 | 橋場恭也                 | 2023年1月6日   | ISBN 978-626-35-6036-9 |
| 外傳3 |          | 2021年4月24日  | ISBN 978-4-04-680393-1 | 不適用                   | 不適用         | 不適用                 |
| 9     |          | 2021年7月21日  | ISBN 978-4-04-680608-6 | 怪物的誕生               | 2023年7月3日   | ISBN 978-626-35-6610-1 |
| 10    |          | 2022年2月25日  | ISBN 978-4-04-680997-1 |                          |                |                        |
| 11    |          | 2022年9月22日  | ISBN 978-4-04-681659-7 |                          |                |                        |
| 12    |          | 2023年3月25日  | ISBN 978-4-04-682323-6 |                          |                |                        |

### 漫畫
| 集數 | 講談社         | 講談社                 |
| 集數 | 發售日期       | ISBN                   |
| ---- | -------------- | ---------------------- |
| 1    | 2019年4月9日   | ISBN 978-4-06-515175-4 |
| 2    | 2019年9月9日   | ISBN 978-4-06-516858-5 |
| 3    | 2020年6月25日  | ISBN 978-4-06-519727-1 |
| 4    | 2020年11月25日 | ISBN 978-4-06-521411-4 |
| 5    | 2021年7月8日   | ISBN 978-4-06-522970-5 |
| 6    | 2021年10月7日  | ISBN 978-4-06-524779-2 |
| 7    | 2022年5月9日   | ISBN 978-4-06-527856-7 |

## 電視動畫
2019年12月20日，宣布动画化企劃进行中。
2020年11月25日正式宣布TV动画化决定，于2021年7月3日起播出，全12话。第1集时长为1小时。

#### STAFF
- 原作：木绪那智（MF文庫J《我们的重制人生》/KADOKAWA刊）
- 角色原案：えれっと
- 企划：李旎、詹明宪、山川龙一郎、鹤田直一
- 监督：小林智树
- 助监督：山中祥平
- 系列构成：木绪那智
- 角色设计：川村幸祐
- 総作画監督：川村幸祐、枡田邦彰、佐藤元昭
- 小道具设定：立田真一、栁川沙树
- 服装设定：藤井结、穗积彩夏
- 美術監督：中村典史
- 美術設定：中島美佳、松枝恭子
- 美術背景：Studio Naya
- 色彩設計：田川沙里
- 撮影監督：難波史
- 編集：丸山流美
- 音響監督：納谷僚介
- 音響制作：Studio Mausu
- 音乐：竹田祐介(Elements Garden)、近藤世真(Elements Garden)
- 音乐制作人：藤田淳平(Elements Garden)
- 音乐总监：中村多绘(武士道音乐)、武田英一郎(ARIA娱乐)
- 音乐制作：武士道音乐
- 制作：FrontWing
- 监制：伊平崇那、小林享庸尊、中尾祐子、森川浩、山田升
- 制片人：许树人、跡部泰广、大贯佑介、吉村秀至、松本拓也
- 副制片人：大泽一喜、佐藤诗织、久保佐喜代、池龟彩加
- 动画制片人：泷崎诚
- 执行制片人：上坂阳一郎
- 现场制片人：森冈秀匡
- 动画制作：feel.
- 出品：我们的重制人生制作委员会（bilibili、Frontwing Lab、武士道、武士道音乐、DMM pictures）

#### CAST
- 桥场恭也：伊藤昌弘
- 志野亚贵：古贺葵
- 小暮奈奈子：爱美
- 河濑川英子：东山奈央
- 鹿苑寺贯之：石谷春贵
- 加纳美早纪：泽城美雪
- 火川元气郎：高桥英则
- 桐生孝史：田丸篤志
- 樋山友梨佳：大塚紗英
- 杉本干雄：落合福嗣
- 柿原将：中岛良树
- 橋場美世子：反田葉月
- 登美丘罫子：大空直美
- 桥场真希：本泉莉奈
- 御法彩花：高桥李依
- 森下美树：石见舞菜香
- 岸田润：柳晃平
- 社长：高桥伸也

### 主題曲
片头曲《接下來的故事不會成為歌曲》（ここから先は歌にならない）
作詞：中村航，作曲：藤田淳平，編曲：日高勇輝，主唱：Poppin'Party
片尾曲《可能性》
作詞、作曲：北澤佑扶（the peggies），編曲：渡邊拓也，主唱：Argonavis
劇中卡拉OK《雀斑》（そばかす）（第3話、第4話）
作詞：YUKI，作曲：恩田快人，音源提供：JOYSOUND
插曲《God knows...》（第5話）
作詞：畑亞貴，作曲：神前曉，編曲：日高勇輝，主唱：小暮奈奈子（愛美）

### 各集列表
| 話數   | 標題             | 劇本     | 分鏡       | 演出              | 作畫監督                                                                                  | 總作畫監督                        | 首播日期      |
| ------ | ---------------- | -------- | ---------- | ----------------- | ----------------------------------------------------------------------------------------- | --------------------------------- | ------------- |
| 第1話  | 一事無成         | 木緒那智 | 小林智樹   | 今井翔太 山中祥平 | 中村一朗 丸岡功治 枡田邦彰 山崎真和 辻上彩華 柳川沙樹 川島尚 佐藤元昭 林信秀 北村友幸     | 川村幸祐 枡田邦彰                 | 2021年 7月3日 |
| 第2話  | 回到十年前       | 木緒那智 | 小林智樹   | 佐佐木達也        | 謝宛倩 鎌田均 櫻井正明 田中千駿 德田夢之介 彭佩琦                                         | 川村幸祐 枡田邦彰                 | 7月10日       |
| 第3話  | 我是誰           | 伊神貴世 | 小林智樹   | 田中千駿          | 川島尚 北村友幸 山本知廣 劉雲留 佐藤元昭 山本篤史 袴田裕二 丸岡功治                       | 川村幸祐 枡田邦彰 胡峰成          | 7月17日       |
| 第4話  | 思考自己能做到的 | 木緒那智 | 小寺勝之   | 立田真一          | 栁川沙樹 清水慶太 佐藤元昭 山本篤史                                                       | 川村幸祐 枡田邦彰                 | 7月24日       |
| 第5話  | 表露真心         | 伊神貴世 | 今井翔太   | 吉澤太智 平井義通 | 赤尾良太郎 川島尚 北村友幸 武志鵬 細田沙織 丸岡功治 山本知廣 劉雲留                       | 川村幸祐 枡田邦彰 佐藤元昭 胡峰成 | 7月31日       |
| 第6話  | 想辦法解決       | 木緒那智 | 大原實     | 立田真一          | 柳川沙樹 清水慶太 佐藤元昭 山本篤史                                                       | 川村幸祐 枡田邦彰 佐藤元昭        | 8月7日        |
| 第7話  | 討厭的事也承擔   | 伊神貴世 | 松下周平   | 松下周平          | 山本知廣 山崎正和 佐藤靜香 赤尾良太郎 川島尚 杭新華 北村知幸 金井裕子 井元一彰            | 川村幸祐 枡田邦彰 佐藤元昭        | 8月21日       |
| 第8話  | 給出結果         | 木緒那智 | 川口敬一郎 | 山中祥平          | 細田沙織 佐藤元昭 丸岡功治 井元一彰 李少雷                                                | 川村幸祐 枡田邦彰 佐藤元昭        | 8月28日       |
| 第9話  | 見識到           | 伊神貴世 | 小寺克幸   | 立田真一          | 柳川沙樹 清水慶太 北村友幸 山崎真和 山本篤史                                              | 穗積彩夏 木野下澄江 枡田邦彰      | 9月4日        |
| 第10話 | 認識到           | 伊神貴世 | 大原實     | 今井翔太 吉澤太智 | 赤尾良太郎 上野卓志 村上龍之介 山本知廣 川島尚 劉云留                                     | 川村幸祐 枡田邦彰 佐藤元昭 胡峰成 | 9月11日       |
| 第11話 | 下定決心         | 木緒那智 | 大原實     | 三好直美          | 清水慶太 北村友幸 何映潭 田村皐 山本篤史 立田眞一 柳川沙樹 黒川步                         | 川村幸祐 枡田邦彰 佐藤元昭        | 9月18日       |
| 第12話 | 再一次向前看     | 木緒那智 | Royden B   | 小林智樹          | 村上龍之介 丸岡功治 首藤武夫 赤尾良太郎 劉云留 川島尚 山本知廣 清水慶太 細田沙織 山崎真和 | 川村幸祐 枡田邦彰 佐藤元昭        | 9月25日       |

## 外部連結
- 《我們的重製人生》MF文庫J特設網站（日語）
- 電視動畫《我們的重製人生》官方網站（日語）
- 《我們的重製人生》原作官方的X（前Twitter）（日語）
- 《我們的重製人生》動畫官方的X（前Twitter）（日語）